# ニック・フィップス (ラグビー選手)
ニック・フィップス（Nick Phipps、1989年1月9日 - ）は 、オーストラリア出身のラグビー選手。ポジションはスクラムハーフ。ジャパンラグビーリーグワン・NECグリーンロケッツ東葛に所属。

## 来歴
2009年、シドニー・ユニバーシティのファースト・コルツ(1st Colts)でキャプテンを務める。同年、ラグビーセブンスオーストラリア代表に選出、IRBセブンスワールドシリーズに出場する。
2010年、コモンウェルスゲームズのセブンスオーストラリア代表に選出される。同年、ワラビーズに初選出、アイルランドのマンスター戦に出場(代表キャップには含まれない)。
2011年、スーパーラグビーのレベルズに入る。シーズン終了後、Melbourne Rebels Player of the Yearならびにオーストラリアラグビー協会のAustralian Rookie of the Yearを受賞。同年、ワラビーズに選出、サモア戦で代表デビュー。
2022年、NECグリーンロケッツ東葛に加入。同年12月18日に行われたリーグワン2022-23シーズン第1節花園ライナーズ戦にて先発出場で日本での公式戦初出場を果たした。
2024年10月17日、NECグリーンロケッツ東葛のキャプテンに就任した。
2025年1月18日に行われたリーグワン2024-25シーズン第4節の豊田自動織機シャトルズ愛知戦で右ひざを負傷。手術のため帰国し、シーズン内での復帰ができなくなり、スコッドから離脱した。キャプテンはマリティノ・ ネマニが務める。

## リンク
- NECグリーンロケッツ東葛 メンバー紹介
- ニック・フィップス (@Fanga9) - X（旧Twitter）
- ニック・フィップス (@fangsie) - Instagram
- Nick Phipps Ultimate Rugby
- Nick Phipps Rugby Union
- Wallabies Profile